# Michael Hitchcock
Michael Hitchcock (Defiance, Estados Unidos, 28 de julio de 1958) es un actor, guionista y productor estadounidense.

## Biografía
Nació el 28 de julio de 1958 en Defiance (Ohio) y se crio en Western Springs (Illinois). Estudió en las universidades de Northwestern y California. Debutó como guionista con la película Where the Day Takes You (1992), que escribió junto a Marc Rocco y Kurt Voss, y un año después como actor en The Making of '...And God Spoke'. Desde entonces ha trabajado tanto en cine como en televisión. En 1999 se unió al equipo de guionistas de MADtv, del que formó parte hasta 2007.